# Scaphoideus rubroguttatus
Scaphoideus rubroguttatus  (лат.) — вид цикадок рода Scaphoideus из подсемейства Deltocephalinae (Cicadellidae). Япония (Honshu, Kyushu, Ryukyus) и Тайвань.

## Описание
Цикадки размером около 5 мм: самцы 3,6—5,1 мм, самки 4,4—5,8 мм. Голова такой же ширине, что и пронотум. Основная окраска желтовато-коричневая с темными отметинами (фронтоклипеус жёлтый с узкой чёрной полоской у переднего края; клипеллус и щёки жёлтые). Пронотум в 2,1 раза шире своей длины, и слегка длиннее, чем мезонотум. Стройные, узкие, с довольно сильно закругленно выступающей вперед головой. Переход лица в темя закруглённый, темя узкое. Валидный видовой статус Scaphoideus rubroguttatus был подтверждён в 2013 году в ходе ревизии региональной фауны японскими энтомологами Сатоси Камитани (Satoshi Kamitani; Entomological Laboratory, Faculty of Agriculture, Университет Кюсю, Фукуока, Япония) и Масами Хаяси (Masami Hayashi; Department of Biology, Faculty of Education, Saitama University, Сайтама, Япония). Сходен с видом Scaphoideus quangtriensis, отличаясь деталями строения гениталий самца.